# Vlag van Steenokkerzeel
De vlag van Steenokkerzeel werd door de gemeenteraad op 28 december 1985 officieel vastgesteld als de gemeentelijke vlag van de Vlaams-Brabantse gemeente Steenokkerzeel. Op 1 juli 1986 werd hij door het Bestuur van Vlaanderen bevestigd en uiteindelijk gepubliceerd op 3 december 1987 in het officiële Belgisch Staatsblad.
Officieel wordt de vlag beschreven als:
Ingebogen gekapt van wit, van rood en van geel.
De vlag is hierdoor gelijk aan het wapen van Steenokkerzeel, zonder de wapenfiguren.

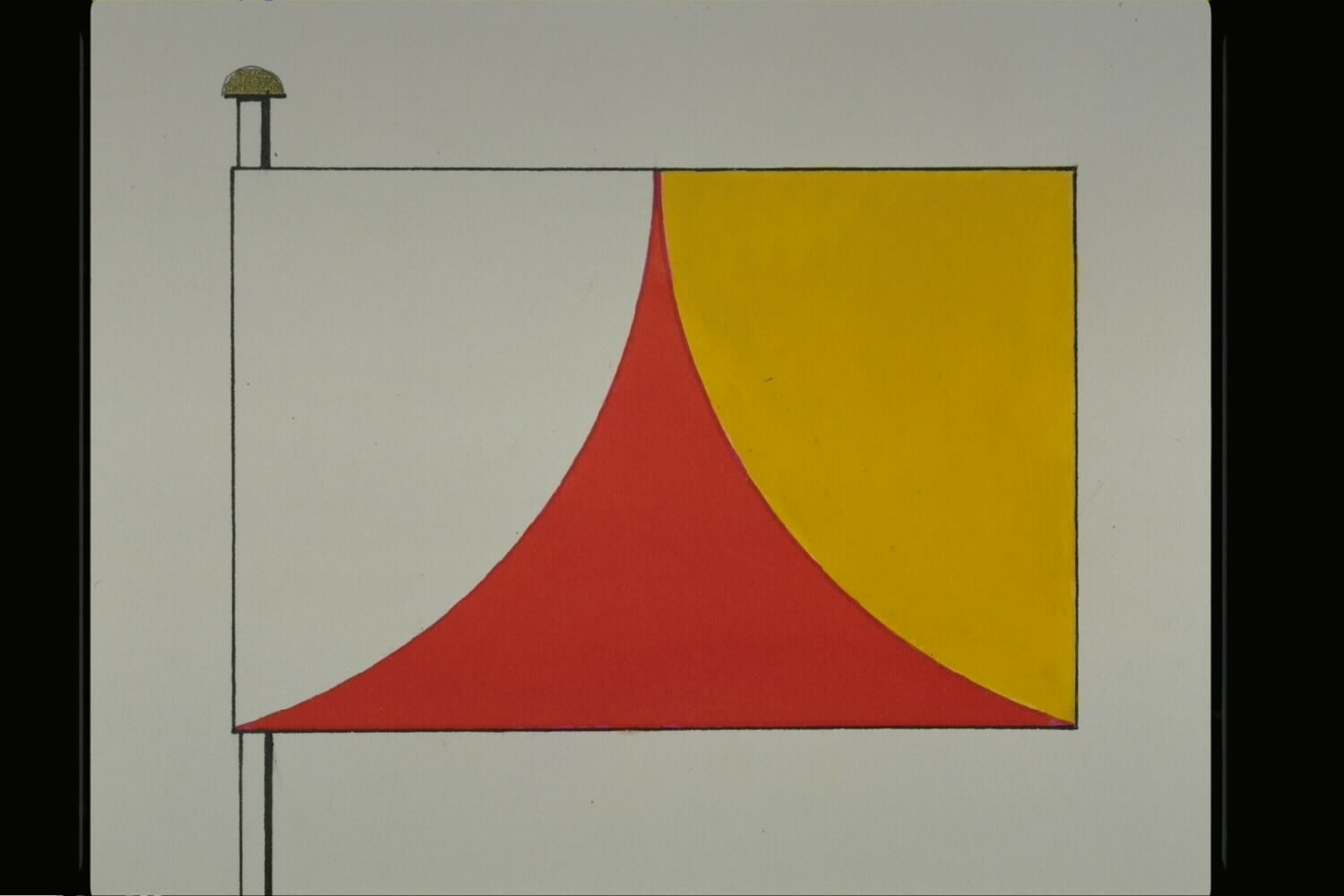
Officiële tekening van de vlag